# Bällforsens kraftverk
Bällforsen kraftverk är ett vattenkraftverk i Ätran. Kraftverket ligger i närheten av Gällared och byggdes 1950. Den normala årsproduktion är 33 GWh och fallhöjden är 14,7 meter. E.ON äger kraftverket.